# 西出水駅
西出水駅（にしいずみえき）は、鹿児島県出水市西出水町にある肥薩おれんじ鉄道線の駅である。駅番号はOR17。
NPO法人北薩倶楽部が管理する有人駅である。近隣に高校が多いため平日朝夕は通学客で大変混雑する。そのため平日朝夕の通学ラッシュ時間帯のみ有人駅となる。2018年3月ダイヤ改正から八代 - 当駅間列車が設定された（折返し列車は回送となる）。

## 歴史

### 駅名の由来
かつてはこの地が出水郡出水郷武本村の中心地だったことや、開業当初の所在地が出水町武本地区だったことから「武本駅」と命名された。
しかしその後の地区改名でこの駅周辺から「武本」の地名が消滅したため、出水駅の西側に所在しているという意味合いで駅名も「西出水駅」に改称された。
なお、「武本」という地名は西出水駅の南方にある石堂山の中腹（国道328号沿い）に現存している。

### 年表
- 1923年（大正12年）10月15日：鉄道省川内線の武本駅（たけもとえき）として開設[1]。
- 1927年（昭和2年）10月17日：湯浦駅 - 水俣駅間が開業し、八代駅 - 川内駅 - 鹿児島駅間が鹿児島本線に編入される。
- 1928年（昭和3年）7月11日：西出水駅（にしいずみえき）に改称[1][2]。
- 1949年（昭和24年）6月1日：公共企業体である日本国有鉄道が発足。
- 1961年（昭和36年）9月1日：貨物取扱廃止[1]。
- 1966年（昭和41年）8月：現駅舎が竣工。
- 1970年（昭和45年）9月1日：CTC化に伴い業務委託駅化。西出水駅長が廃止され、出水駅の被管理駅となる。
- 1974年（昭和49年）9月：駅舎とホームを繋ぐ跨線橋が完成、構内踏切廃止。
- 1984年（昭和59年）2月1日：荷物扱い廃止[1]。
- 1987年（昭和62年）4月1日：国鉄分割民営化によりJR九州に承継[1]。
- 2004年（平成16年）3月13日：九州新幹線開業に伴い、肥薩おれんじ鉄道に移管[3]。
- 2019年（令和元年）10月1日：駅ナンバリング導入に伴い駅名標を更新。英語表記を「Nishi Izumi」から「Nishi-Izumi」に変更。

## 駅構造

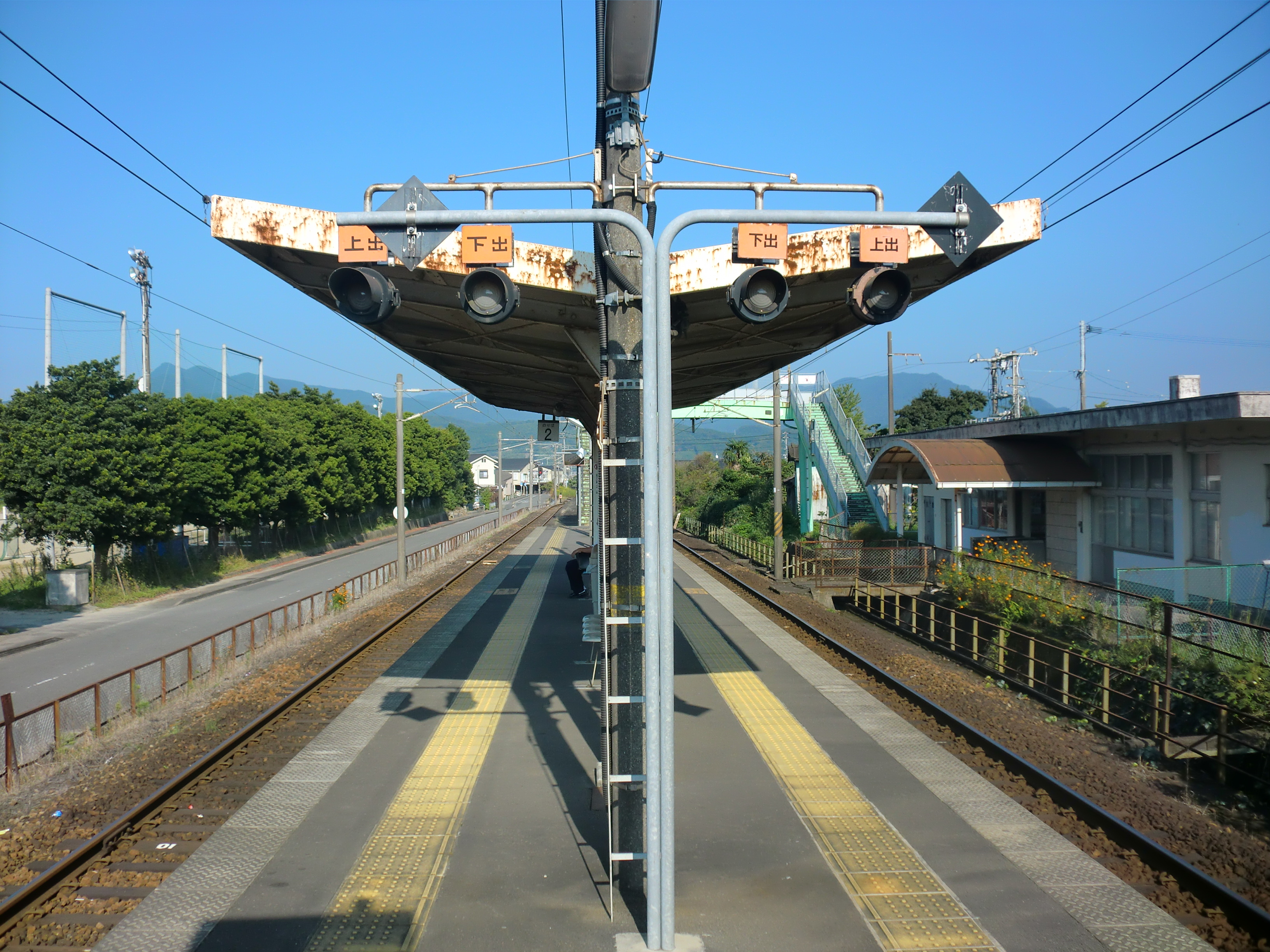
ホーム（2012年10月）

島式ホーム1面2線を有する地上駅。駅舎は1966年に建てられた国鉄様式のコンクリート製標準型で簡易委託駅である。
新築当時からの出札窓口と鉄製改札口、広い待合室を有し、1974年まで使用された構内踏切跡が残っている。かつては鉄道小荷物窓口も設置されていたが1984年に閉鎖され、窓口跡は大型掲示板で塞がれている。
- 営業時間
  - 平日　6:20 - 8:30・16:00 - 17:35
  - 土休日　休み

毎年3月中旬に隣の高尾野駅付近で開催される「高尾野 中の市」や毎年8月に開催される「高尾野夏祭り」開催時は駅が大変混雑するため、朝8時頃から夜まで臨時に駅係員が配置される。

### のりば
| のりば | 路線                | 方向 | 行先                 | 備考 |
| ------ | ------------------- | ---- | -------------------- | ---- |
| 1      | ■肥薩おれんじ鉄道線 | 下り | 阿久根・川内方面     |      |
| 2      | ■肥薩おれんじ鉄道線 | 上り | 出水・水俣・八代方面 |      |

- 逆方向へ発車する列車も混在する。

## 利用状況
- 2019年度の1日平均乗降人員は439人である[4]。

| 年度 | 1日平均 乗車人員 | 1日平均 乗降人員 |
| ---- | ---------------- | ---------------- |
| 2005 | 563              |                  |
| 2006 | 526              |                  |
| 2007 | 522              | 1,041            |
| 2008 | 504              | 1,005            |
| 2009 | 436              | 871              |
| 2010 | 400              | 796              |
| 2011 | 380              | 759              |
| 2012 | 377              | 754              |
| 2013 | 369              | 738              |
| 2014 | 335              | 667              |
| 2015 | 317              | 634              |
| 2016 | 299              | 593              |
| 2017 | 279              | 555              |
| 2018 | 253              | 494              |
| 2019 | 222              | 439              |

## 駅周辺
- 出水中央高等学校
- 鹿児島県立出水高等学校
- 鹿児島県立出水工業高等学校
- 出水市立西出水小学校
  - 西出水小学校付属紫翠幼稚園
- 西出水郵便局
- 出水市立出水中学校

## 隣の駅
肥薩おれんじ鉄道
■肥薩おれんじ鉄道線
出水駅（OR16） - 西出水駅（OR17） - 高尾野駅（OR18）